# Корозія чорнила

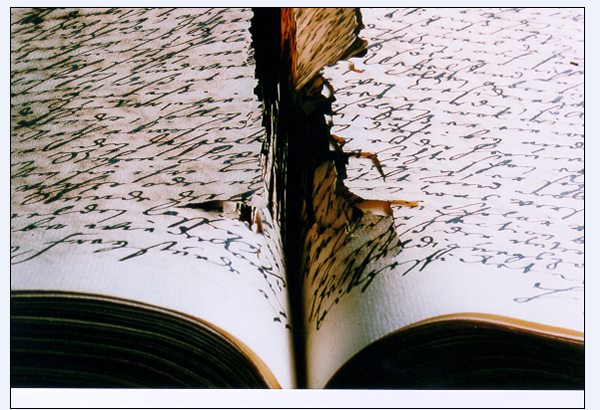
Поширене пошкодження рукопису корозією чорнила

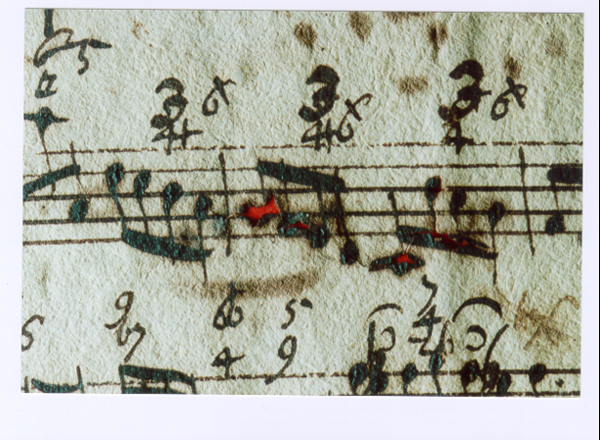
Ноти з корозією чорнила

Корозія чорнила — розкладання письмового матеріалу (папір), спричинене рідиною для письма (чорнилом).
Громадськість дізналася про ерозію чорнила, наприклад, коли виникла потреба реставрувати численні нотні рукописи Йоганна Себастьяна Баха. Чорнильна ерозія виникає на папері, на якому писали чорнилом, що містить залізний купорос, наприклад, залізожовчним чорнилом, яке використовували з ІІІ століття до н. е. і далі. Це чорнило залишалося найпоширенішою рідиною для письма в Європі до середини ХІХ століття, а також використовувалося Бахом для нотних записів.
Коли сульфат-іон залізного купоросу, що міститься в залізожовчному чорнилі (сульфат заліза (II), сіль заліза сірчаної кислоти), реагує з речовинами в повітрі (особливо з водою), утворюється сірчана кислота, яка атакує волокна паперу. шляхом розщеплення полімерів целюлози. Папір втрачає міцність в області напису і, в крайньому випадку, повністю руйнується. Під час переміщення або гортання пошкоджених аркушів чи сторінок фрагменти напису раптово відламуються. В результаті уражені тексти стають неповними і незрозумілими, а цілі історичні рукописні документи — непридатними для використання. Внаслідок дифузії сірчаної кислоти у волокнистий композит навколо написів часто утворюються коричневі плями, які погіршують контраст між написом і папером, що ускладнює читання документів.
Можливим методом резервного копіювання та відновлення уражених сторінок є метод розділення паперу. Його важливість зменшилася[чому?], і він більше рідко використовується.

## Веб-посилання
- Про цвіль, корозію чорнила та розщеплення паперу
- H-Moll und Schmierpapier Стаття про корозію чорнила на нотах Йоганна Себастьяна Баха (Наразі без малюнків)